# Maastrichts Salon Orkest
Het Maastrichts Salon Orkest (MSO) was van 1978 tot 1987 een salonorkest uit Maastricht, met André Rieu als stehgeiger.

## Ontstaan
André Rieu werd in 1978 door zijn oud studiegenote Gemma Serpenti gevraagd om mee te spelen in het gelegenheidsorkestje I Glissandi. Dit orkestje speelde licht klassieke muziek. 
Later dat jaar werd het orkestje door Rieu omgedoopt tot het Maastrichts Salon Orkest.
Vanaf de jaren '80 steeg de populariteit en in 1987 werd het orkest uitgebreid tot het Johann Strauß Orchestra.

## Heroprichting
In 2015 werd het orkestje door enkele leden van het Johann Strauß Orchestra heropgericht. De vernieuwde samenstelling bestaat uit Gosia Loboda (viool), Cord Meyer (altviool), Frank Steijns (piano), Tanja Derwahl (cello) en Roland Lafosse (contrabas). André Rieu speelt in deze samenstelling niet mee.